# Мавзолей Мирали-баба
Мавзолей Мирали-баба (Мир-Али-Баб, каз. Мірәлі баба күмбезі) — памятник истории и архитектуры XII—XX вв. в Шымкенте, в центральной части Сайрама.

## История
Мавзолей Мирали-баба был возведён у южного портала разрушившегося мавзолея его отца Падшак-Малик-Баба — суфийского шейха и богослова. Кроме того, что Мирали-баба был сыном известного суфия, из данных в «Трактате о святых Мадинат ал-Байда и Испиджабе» (конец XVII — начало XVIII в.) известно, что он был «сеидом истинного происхождения (сахих)» и имел двух сыновей — Ходжу Насруллаха Фарса и Фатхаллаха Маджзуба. В устном пересказе прибавляется, что Мирали-баба был видным учёным, распространял ислам.
В «Трактате о святых Мадинат ал-Байда и Испиджабе» описано первоначальное сооружение над захоронением: «После его смерти примерно через 15 лет Мухаммад Туджар Гидждувани, который был из числа его преданных друзей, воздвиг высокое каменное надгробие». Далее сказано, что «могилы сыновей по обе стороны джалвехана (помещения, крытого навесом) знаменитого их отца находятся».
Когда появилось первое здание мавзолея, неизвестно. В 1925 году Михаил Массон видел руинированные остатки.
В 1982 году мавзолей был включен в список памятников истории и культуры Казахской ССР республиканского значения и взят под охрану государства.

## Описание
Мавзолей портально-купольный, сложен из прямоугольного кирпича. Размеры здания — 7,66×6,26 м, высота 7,84 м. Объёмно-пространственная композиция проста — в прямоугольник плана вписана квадратная усыпальница, перекрытая сфероконическим куполом на цилиндрическом барабане.
Портал, оформляющий главный фасад, обращён на юг. Портал не имеет ничего общего с каноническим среднеазиатским пештаком, абсолютно эклектичен по композиции и в деталях. Арка выглядит инородной и непропорционально большой, она не ограничена традиционным прямоугольным обрамлением. По контрасту с простыми гладкими стенами мавзолея, портал щедро украшен фигурной кирпичной кладкой, далёкой от канонических орнаментальных украшений пештака. Декоративные пояски и карнизы, ложные фронтончики над пилонами заимствованы из архитектуры российской эклектики конца XIX века и «кирпичного стиля».